# Рьомен Сукуна
Рьомен Сукуна (яп. 両面 宿儺, латиніз.: Ryōmen Sukuna) — вигаданий персонаж і один із центральних антагоністів серії манги Jujutsu Kaisen, створеної Ґеґе Акутамі. Це заклинатель з епохи Хейан, колись сумнозвісно відомий як Король проклять і наймогутніший заклинатель, який коли-небудь жив. Попри те, що народився людиною, після смерті запечатав себе як проклятий предмет, унаслідок чого його незмірна божественна сила розподілилася між двадцятьма пальцями. На початку історії Юджі Ітадорі з'їв один із пальців Сукуни, ставши його вмістилищем та повернувши Сукуну до життя.
В аніме-адаптації його озвучують Джюн'ічі Сувабе японською мовою та Рей Чейз англійською. Садистську та «жахливу» поведінку Сукуни як лиходія серіалу хвалили разом із подвійною природою його стосунків із Юджі.

## Концепція та створення
За словами Акутамі, Сукуна «більше ходяче лихо, аніж чаклун». Сукуна був створений як жорстока, самозакохана, розпусна та надзвичайно зарозуміла особа в історії. Реальна людина перетворилася на міфологічну фігуру "Ryōmen-sukuna, що надихнула автора на створення персонажа, походить від класичної японської книги Ніхон Шокі, де вигадана фізична фігура Сукуни (два обличчя та чотири руки) і злісна демонічна особистість поєднані у персонажі. У стародавній історії Сукуна був ворогом родини Ямато, але деякі також поклонялися йому як божеству, хоча його асоціація з демонічними образами сформувалася після того, як Імператорський дім Японії оголосив його порочною силою природи. Його ім'я Рьомен означає «дволикий», що можна застосувати до персонажа як у прямому, так і в переносному значенні. Сукуна ніколи не мав дружини чи сім'ї у своєму людському житті, і його боялися як людину менше, ніж Сатору Ґоджьо, через те, наскільки порочним був світ Проклять у той час, коли він жив. Крім того, Ґеґе заявив, що Сукуна «вб'є будь-кого миттєво» і що він не має чеснот, отримуючи задоволення ускладнюючи життя Юджі.
Згідно з його англійським актором дубляжу, Реєм Чейзом, його улюбленим аспектом персонажа були його стосунки з Юджі, що ділять одне тіло, сказавши, що «Сукуна має зовсім інший погляд на біль, силу, життя, ніж Ітадорі, оскільки він існує довше ніж тисяча років. Це свого роду зрілість, яка дозволяє лиходію погано поводитися з героєм багатьма способами». Чейз сподівався, що Сукуна зможе перемогти Ґоджьо, щоб Юджі міг отримати силу перемогти Сукуну в його «палаці розуму». В іншому інтерв'ю Чейз сказав, що надихнувся японським дубляжем, щоб розрізнити Сукуну та Юджі, оскільки вони мають одне тіло. Чейз сказав, що «це весело мати багато зауважень про те, який жалюгідний Ітадорі у вас під носом! Я б сказав, що кінець кінцем це залежить від того, що шоу добре написано та має хороший темп, що робить Сукуну особливо забавним, коли він з'являється». Формуючи голос для Сукуни, Чейз відчув, що йому потрібно зробити «дивний і цікавий голос для нього (тобто зовсім не звичний голос для аніме) і точно не той, який я використовував раніше. Він має позачасовий характер, який допомагає, тому що йому тисяча років, але також із якимсь нью-йоркським ставленням до його більш зневажливих моментів».

## Поява
Багато років тому Сукуна була людиною. У нього був підлеглий, Урауме, який служив йому в той час. На початку історії він запечатаний у 20 воскових пальцях, розкиданих по всьому світу. Мегумі Фушіґуро навів один зі своїх пальців до вищої школи Сугісава, і його забрав окультний клуб. У хаосі, що виник за цим, Юджі з'їв палець і почав свою подорож як чаклун джюджюцу.
Хоча Юджі міг демонструвати великий контроль над своїм тілом, кілька разів у нього виникали проблеми намагаючись стримати Сукуну. У центрі ув'язнення Сукуна заволодів тілом Юджі, щоб боротися з проклятим духом особливого рівня, але відмовився віддати його. Після битви з Мегумі він вириває серце Юджі, вбиваючи свого господаря, хоча Юджі врешті-решт виживає та бореться з Сукуною на своїй території. Сукуна сміявся разом з Махіто, проклятим духом, після того, як друг Юджі Джюнпей був убитий. Після того, як Махіто спробував трансфігурувати Юджі, Сукуна викликав Махіто до своєї Території і попередив його більше ніколи не торкатися його душі.
В арці «Інцидент в Шібуї» кількість пальців, які з'їв Юджі, зросла до 15 пальців. Сукуна знову прокидається в тілі Юджі після того, як його насильно годують 10 пальцями одночасно. Він викликав Джого, ще одного Проклятого духа, на бій і побив його за допомогою Проклятої техніки, що базується на вогні, але в результаті знищив більшу частину Шібуї. Він також порадився з Урауме під час бою, заявивши, що він ось-ось буде повністю звільнений. Потім він переміг Махорагу, надзвичайно могутнього шикігамі, врятувавши Мегумі. Нарешті він передав контроль Юджі й дозволив йому поглянути на знищений район Шибуя.

## Критика
Зарозумілість Сукуни та «майже невимушений показ роботи з величезною Проклятою Енергією» були високо оцінені Sportskeeda, також назвавши його «вражаючим і жахаючим», а також «неперевершеним аніме-лиходієм», назвавши його одним із найулюбленіших лиходіїв шьонен. Чінгі Неа з Polygon хвалив те, як Сукуна був «жорстоким і беземоційним садистом» і як він допоміг аніме «вдавати передбачуваність», змусивши його вбити Юджі на початку історії. Пробудження Сукуни в тілі Юджі було описано «огидним і фантастичним». Девід Екштайн-Шоман з UNF Spinnaker високо оцінив подвійність між головним героєм і протагоністом. Він сказав, що «ви думаєте про всі можливості… і вони сповна використовують це. Конфлікт і взаємодія між Юджі та Сукуною є креативними та блискучими. Це дуже грає з вашими очікуваннями». Персонаж і роль Чейза в дубляжі були високо оцінені: «[він] осяює екран у ролі нововтіленого Проклятого Духа, Рьомена Сукуни, як радісне ненаситне тварина, яка отримує задоволення від поживи страхом і плоттю людей і наповнює Фушігуро почуттям страху перед тим, що має статися». Персонажа також порівнювали з головним героєм Бліча Ічіго Куросакі та його Холлоу через їхні паралелі, особливо в його ранніх появах; це молоді бійці, які розвивають надприродні здібності, а також злі альтер-его, щоб захистити людей від гігантських монстрів. Comic Book Resources порівняли спокусу Ітадорі використати Сукуну як спокусу, подібну до інших героїв шьоненів, таких як образ Ічіго Холлоу, як аналіз того, як у кожного є внутрішні конфлікти.
В опитуванні популярності Viz Media, проведеному в березні 2021 року, Сукуна був визнаний дев'ятим за популярністю персонажем аніме-серіалу. У другому опитуванні, проведеному Shonen Jump у грудні 2021 року, він був визнаний 13-м за популярністю персонажем.